# Aeroporto internazionale di Phu Bai
L'Aeroporto internazionale di Phú Bài (IATA: HUI, ICAO: VVPB) (Sân bay Quốc tế Phú Bài in vietnamita) si trova 13 chilometri a sud-est della città di Huế, antica capitale del Vietnam.
La costruzione dell'aeroporto risale al periodo coloniale francese: la prima pista in terra battuta risale al 1940 mentre durante la guerra del Vietnam è stato ingrandito ed utilizzato dalle forze statunitensi. Dopo la fine del conflitto l'aeroporto è stato riconvertito all'uso misto civile e militare a partire dal 26 marzo 1976. A partire dal 2007 è diventato il quarto aeroporto internazionale del paese.